# The Rain Song
«The Rain Song» es una balada romántica, de 7 minutos y 32 segundos de duración, del quinto disco de la banda inglesa Led Zeppelin, Houses of the Holy, editado en 1973.

## Grabación
El guitarrista Jimmy Page construyó originalmente la melodía de esta canción en su casa en Plumpton, Inglaterra, donde había instalado recientemente una consola musical de mezclas de estudio. Un nuevo modelo de Vista, se compuso en parte del Pye Mobile Studio que se había utilizado para grabar la actuación del grupo en el Royal Albert Hall de 1970 y el álbum de The Who llamado "Live at Leeds".
Con un título funcional de "Slush" (Aguanieve), una referencia a su melodiosa presentación de falsa orquesta, Page pudo traer una disposición completa de la melodía, para la cual el cantante Robert Plant compuso las palabras. Plant clasifica su actuación vocal en la pista como una de las mejores. La canción también presenta un Mellotron interpretado por John Paul Jones para agregar al efecto orquestal, mientras que Page toca una guitarra Danelectro.
George Harrison fue la inspiración principal para "The Rain Song", al haber comentado al baterista de Led Zeppelin, John Bonham, el hecho de que el grupo nunca escribió una balada. En el libro "Luces y sombras: Conversaciones con Jimmy Page", el biografo Brad Tolinski cita textualmente a Page:
George [Harrison] estaba hablando con Bonzo una noche y le dijo: "El problema con ustedes es que nunca hacen baladas". Le dije: 'Le daré una balada' y escribí 'Rain Song', que aparece en Houses of the Holy. De hecho, notarás que incluso cito 'Something' en los primeros dos acordes de la canción.
Sin embargo, hay cierto desacuerdo sobre exactamente lo que dijo cada quién.

## Historia de los recitales en vivo
Durante los conciertos de Led Zeppelin, desde 1972 hasta 1975, la banda interpretó esta canción inmediatamente después de "The Song Remains the Same", presentando las canciones en el mismo orden que aparecieron en el álbum. Organizaron su conjunto de canciones de esta manera ya que Page usó una guitarra Gibson EDS-1275 double-necked para ambas canciones: el mástil de 12 cuerdas para "The Song Remains the Same" y luego cambiando a la parte inferior, cuello de 6 cuerdas para "The Rain Song". A menudo, la banda interpretaría la canción en la clave de La mayor, un semitono por encima de la versión de estudio (como se escucha en The Song Remains the Same).
"The Rain Song" fue la única canción de Houses of the Holy interpretada en la gira europea de 1980. En esta versión, Page volvió a utilizar el doble mástil, la única vez conocida que usó esa guitarra únicamente para la parte de 6 cuerdas sin usar la parte de 12 cuerdas en una canción anterior. Para todas las versiones en vivo de la canción, los sonidos de cuerdas orquestales fueron interpretados por Jones en el mellotron (1972-1975) o en un sintetizador Yamaha (1979-1980), ya que Led Zeppelin nunca utilizó una sección de cuerda en el escenario.

## Recepción
En una revisión contemporánea para Houses of the Holy, Gordon Fletcher de Rolling Stone le dio a "The Rain Song" una crítica negativa, describiendo esta canción y "No Quarter" como "nada más que vehículos extraídos para la exhibición posterior de la incógnita de Jones uso de melotrón y sintetizador ".
En una revisión retrospectiva de Houses of the Holy (Deluxe Edition), Kristofer Lenz de Consequence of Sound le dio a "The Rain Song" una crítica más positiva, describiendo la canción como "una de las canciones más sentimentales en el catálogo de Led Zeppelin", junto con llamándola "paciente y bellamente organizada". Además, Lenz escribió que las letras y las voces de Plant "infunden un sentido de humanidad, pérdida y trascendencia, un toque de madurez emocional".

El productor discográfico Rick Rubin dice:
"Ni siquiera sé qué tipo de música es 'The Rain Song'. Desafía con la clasificación. Hay detalles tan bonitos y hermosos en la guitarra, y una sensación triunfante cuando suena la batería. - Es triste, melancólico y fuerte, todo al mismo tiempo. Podría escuchar esta canción todo el día. Ese sería un buen día".

## Otras versiones
Una versión diferente de esta canción aparece en el segundo disco de la edición de lujo 2CD remasterizada de Houses of the Holy. Titulada "The Rain Song (Mix Minus Piano)", se grabó el 18 de mayo de 1972 en el Rolling Stones Mobile Studio en Stargroves con el ingeniero Eddie Kramer y el ingeniero de mezclas Keith Harwood. Page y Plant grabó una versión de la canción en 1994 pero no fue originalmente editada en su álbum No Quarter: Jimmy Page and Robert Plant Unledded. Sin embargo, lo fue en la reedición especial por el décimo aniversario del álbum en 2004.
Jason Bonham, hijo de John Bonham, grabó una versión de "The Rain Song" y lo editó en su álbum de 1997, In the Name of My Father - The Zepset.

## Personal
- John Bonham - Batería
- John Paul Jones - Bajo,  Mellotron
- Jimmy Page - Guitarra acústica, Guitarra eléctrica
- Robert Plant - Voz